# 爺爺的煤油燈
《爺爺的煤油燈》（おぢいさんのランプ）是新美南吉所作的兒童文學。南吉生前所出版的唯一的童話集「爺爺的煤油燈」（1942年）中收入這故事。
故事是被小孩子發現煤油燈後，以爺爺講故事給孫子聽所構成，最初與最後的部分出版當時是1940年代，本篇故事是「日俄戰爭的自己」的故事。

## 登場人物
東一
爺爺（巳之助） 書店的老爺爺

## 故事概要
東一少年和朋友在玩躲貓貓的時候，在躲藏的倉庫裡發現一盞煤油燈。感覺很有趣的東一就把那盞煤油燈從倉庫拿了出去，和朋友看看這東西時，被一個老爺爺（東一的爺爺）看到後並大罵他們說「小孩子不要什麼東西都拿來玩！電線桿也好什麼都好，要玩的東西多少都會有吧！」。在那天傍晚。東一回到自己的家中，看見了在白天發現的那盞煤油燈，他在玩弄之時，他的爺爺正好走過來，這時爺爺就向東一說起自己的故事。
時間在明治時代結束的時候。岩滑新田（やなべしんでん）的村子裡住著一個叫巳之助的少年。他的雙親和親戚都過世了，所以他是個完全的孤兒。他幫村子裡的人看小孩也幫忙搗米，不管什麼雜務他都做，想在村子裡能夠好好生存。有一天，一位駕駛人力車的車夫讓他當幫手並帶巳之助到城鎮去，第一次他知道了煤油燈這個東西。他被那個亮光所感動，想讓自己的村子也明亮起來，想辦法把煤油燈帶到自己的村子裡。在那之後不久就有生意上門，巳之助就開始以販賣煤油燈維生。　
有一天，巳之助在家裡想寫販賣文句「並在塌塌米上讀報紙」，不過由於他自己是文盲而感到很羞恥，因此他就向區長先生請教寫字和讀書方面的事情。
成為煤油燈店老闆的巳之助事業非常成功，他成家，娶妻。在那之後也生了孩子，可說是真的非常的幸福。可是，不知何時村子裡開始引進電這樣的事情。這讓他想如果電燈被點了起來，那他的煤油燈就不會有人要買了。為了販賣煤油燈而過生活，巳之助非常強烈反對電的引進，但是結果村子裡的人還是決定要把電給引進來。他很生氣也很怨恨，打算要在電引進並集會而擔任議長的區長先生家裡放火。可是，想放火的他，手邊找不到火柴，就想用打火石代替，不過火就是點不起來，著急的他氣得大罵「這種老舊的東西，在緊急的時候一點也不管用」。　
在那個瞬間，他領悟到自己的錯誤。現在煤油燈也是舊的產物。由於這個執著，他差點因為怨恨放火而違反人道。在他回家後，巳之助把家裡的煤油燈都注滿了油，然後全部帶上車並拉著販賣用的車子出門，接下來他把全部的煤油燈都掛在池塘旁邊的樹上，一邊哭著一邊向煤油燈丟石頭，並向所有的煤油燈做最後的告別。在那之後他把煤油燈店給收起來，不久就到城鎮裡開起書店來。
東一的爺爺巳之助，就告誡東一說「･･･儘管如此世界是進步的，如果對於自己的買賣變的不順遂，而到了要捨棄的地步，不可用以前時代的包袱和怨恨來做出違逆的事情來。」

## 書刊情報
- 新美南吉「爺爺的煤油燈（おぢいさんのランプ）」棟方志功繪、有光社，1942年。
- 「爺爺的煤油燈（おぢいさんのランプ）」市川禎男繪、大日本圖書〈新美南吉童話全集2〉，1960年。
- 新美南吉「爺爺的煤油燈（おじいさんのランプ）新美南吉童話集」赤羽末吉他繪、岩波書店，1965年。
- 新美南吉「百姓的腳、和尚的腳 彩色版（百姓の足、坊さんの足　カラー版）」旺文社〈旺文青年社圖書館〉，1968年11月。
- 「爺爺的煤油燈（おぢいさんのランプ）」挖掘出版〈日本兒童文學館　名著複刻31〉，1971年。 - 有光社（昭和17年刊）的複刻版。
- 新美南吉「爺爺的煤油燈（おじいさんのランプ）」白楊社〈白楊社文庫〉，1978年4月。
- 「爺爺的煤油燈（おじいさんのランプ）」大石源三他編輯、大日本圖書〈新美南吉童話集2〉，1982年3月。
- 新美南吉「爺爺的煤油燈（おじいさんのランプ）」福田庄助畫、岩崎書店〈FOUR文庫〉，1982年6月。
- 新美南吉「爺爺的煤油燈（おじいさんのランプ）」新美南吉童話集」偕成社〈偕成社文庫〉，1982年8月。ISBN 4-03-650970-5。
- 「兒童童文學名作全集4」日本筆俱樂部編、井上慶選、福武書店〈福武文庫〉，1987年3月。ISBN 4-8288-3050-2。
- 新美南吉「爺爺的煤油燈（おじいさんのランプ）」遠藤照代繪、大日本圖書〈手乘文庫 新美南吉童話作品集〉，1988年9月。ISBN 4-477-17006-8。
  - 新美南吉「爺爺的煤油燈（おじいさんのランプ）」遠藤照代繪、大日本圖書〈手乘文庫圖書館版13 新美南吉童話作品集〉，1996年2月。ISBN 4-477-00621-7。
- 「新美南吉童話集」千葉俊二編、岩波書店〈岩波文庫〉，1996年7月。ISBN 4-00-311501-5。
- 新美南吉「權狐（ごんぎつね）」小學館〈小學館文庫 新撰古典〉，1999年12月。ISBN 4-09-404101-X。
- 「日本青年文學名作全集8」日本筆俱樂部編、井上慶選、汐文社，2000年3月。ISBN 4-8113-7335-9。
- 新美南吉「權狐（ごんぎつね）」岩波書店〈岩波少年文庫〉，2002年4月。ISBN 4-00-114098-5。
- 新美南吉「新美南吉童話集 名作10話」北川幸比古・鬼塚律子責任編集、世界文化社〈長留在心中的暢銷作品（心に残るロングセラー）〉，2004年3月。ISBN 4-418-04807-3。
- 新美南吉「爺爺的煤油燈（おじいさんのランプ）」新美南吉的公司編集、篠崎三朗繪、小峰書店〈新美南吉童話傑作選〉，2004年6月。ISBN 4-338-20006-5。
- 新美南吉「權狐・爺爺的煤油燈他（ごん狐・おじいさんのランプほか）」大創出版〈大創文學系列 近代日本文學選13〉，2004年。
- 新美南吉「爺爺的煤油燈（おじいさんのランプ）」白楊社〈白楊口袋文庫352-2〉，2005年10月。ISBN 4-591-08861-8。
- 新美南吉「爺爺的煤油燈（おじいさんのランプ）」日本圖書中心〈歡欣雀躍！名作童話館6〉，2006年4月。ISBN 4-284-70023-5。
- 新美南吉「新美南吉童話集」角川春樹事務所〈春樹文庫〉，2006年11月。ISBN 4-7584-3263-5。
- 「溫柔 感性豐富的 童話名作集 面向小學1・2・3年級（やさしさ　感性を豊かに 童話名作集 小学校1・2・3年向け）」大久保昇編、日本漢字能力檢定協會監修、日本漢字能力檢定協会〈〈耕心（心を耕す）〉系列〉，2006年11月。ISBN 4-89096-137-2。
- 新美南吉「爺爺的煤油燈（おじいさんのランプ）」認知工學篇、發現21世紀〈読書力快樂的學到手的名作錐子 小學全學年用〉，2007年3月。ISBN 978-4-88759-531-6。
- 新美南吉「權狐（ごんぎつね）新美南吉傑作選」笹目谷雪繪、講談社〈講談社青鳥文庫144-2〉，2008年3月、新裝版。ISBN 978-4-06-285008-7。
- 「想預先讀的日本名作 齋藤孝的朗讀館（読んでおきたい日本の名作 齋藤孝の音読館）」齋藤孝指導、小學館。ISBN 978-4-09-253094-2。
- 新美南吉「新美南吉30選」春陽堂書店〈名作童話〉，2009年2月。ISBN 978-4-394-90267-6。
- 新美南吉・木下順二「權狐（ごんぎつね）・夕鶴」講談社〈21世紀版少年少女日本文學館13〉，2009年3月。ISBN 978-4-06-282663-1。

## 動畫
2010年第1回青年動畫製作者育成計劃的動畫化作品之一，於2011年公開。

### 聲音演出
巳之助【青年期】（配音員：神谷浩史）
小雪（配音員：清水理沙）
巳之助【少年期】（配音員：佐伯智）
區長（配音員：伊藤和晃）
萬屋的老奶奶（配音員：谷育子）
煤油燈店的老闆（配音員：小形滿）
巳之助的兒子（配音員：濱田賢二）
巳之助【老年期】（配音員：藤本讓）

### 工作人員
- 原作 - 新美南吉
- 導演 - 瀧口禎一
- 脚本 - 高橋郁子、瀧口禎一
- 人物設計・作畫監督 - 高須美野子
- 演技指導者 - 友永和秀
- 美術監督 - 大貫雄司
- 色彩設計 - 大塚眞純
- 音樂 - 羽毛田丈史
- 音響監督 - 菊田浩巳
- 製作人 - 竹内孝次
- 製作 - Telecom Animation Film

## 外部連結
- （日語）新美南吉記念館 （页面存档备份，存于）
- （日語）若手動畫片育成PROGECT・爺爺的煤油燈 （页面存档备份，存于）
- 『爺爺的煤油燈』 :  中文翻譯 - 日本小說翻譯室